# Friedrich Gerst

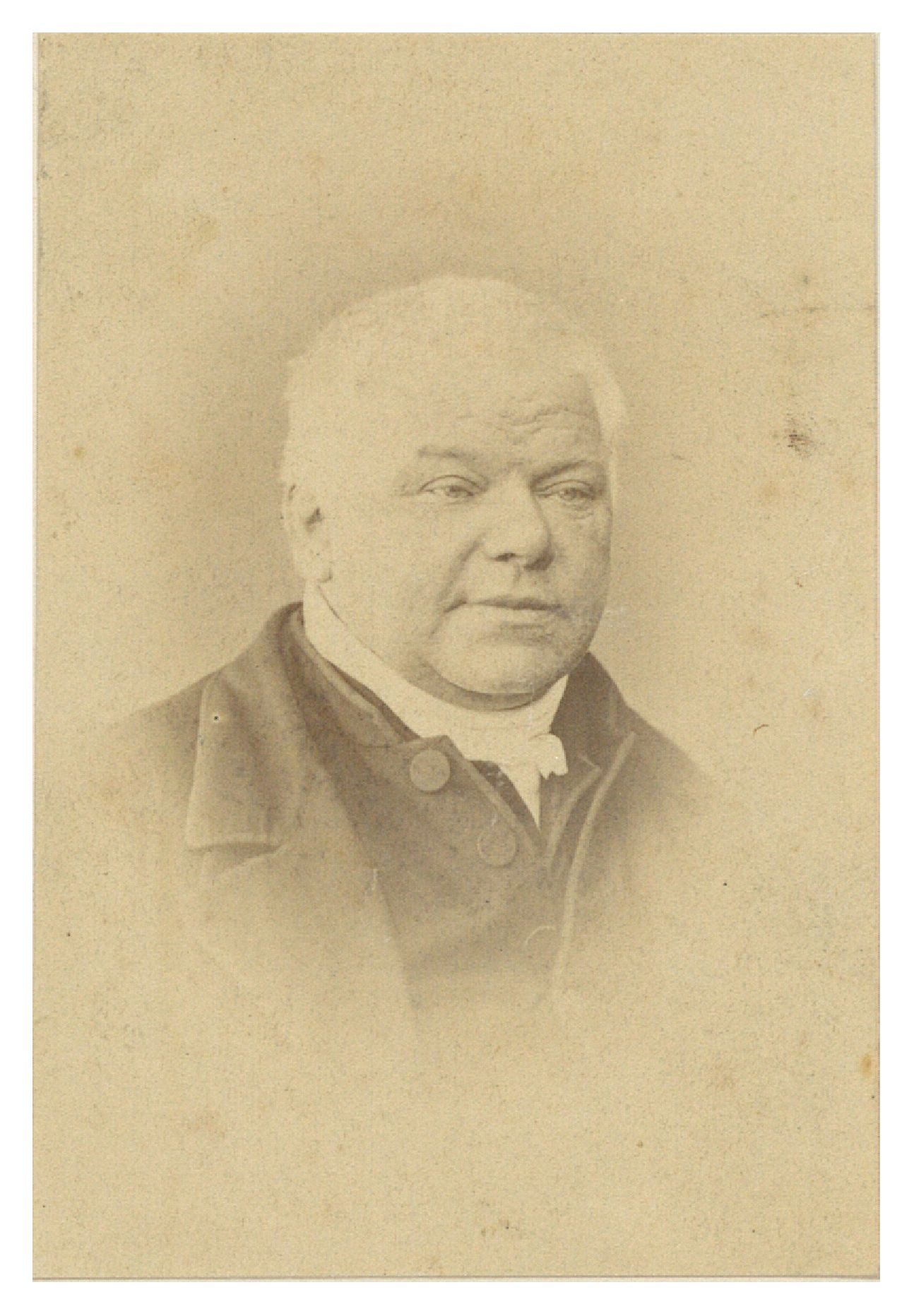
Friedrich Gerst

Friedrich Eduard Gerst, Taufname Fridericus Eduardus Gerst (* 17. November 1805 in Düsseldorf; † 13. September 1867 ebenda), war ein deutscher Priester der römisch-katholischen Kirche, der von 1841 bis 1865 als erster katholischer Gefängnisseelsorger Düsseldorfs wirkte und in dieser Tätigkeit – zeitweise zusammen mit Theodor Fliedner – für die Resozialisierung von Strafgefangenen eintrat. Als Pastor Jääsch erfreute er sich hoher Popularität; schon zu Lebzeiten galt er als ein Düsseldorfer Original. Sein Wirken ist durch humorvolle Anekdoten überliefert.

## Leben

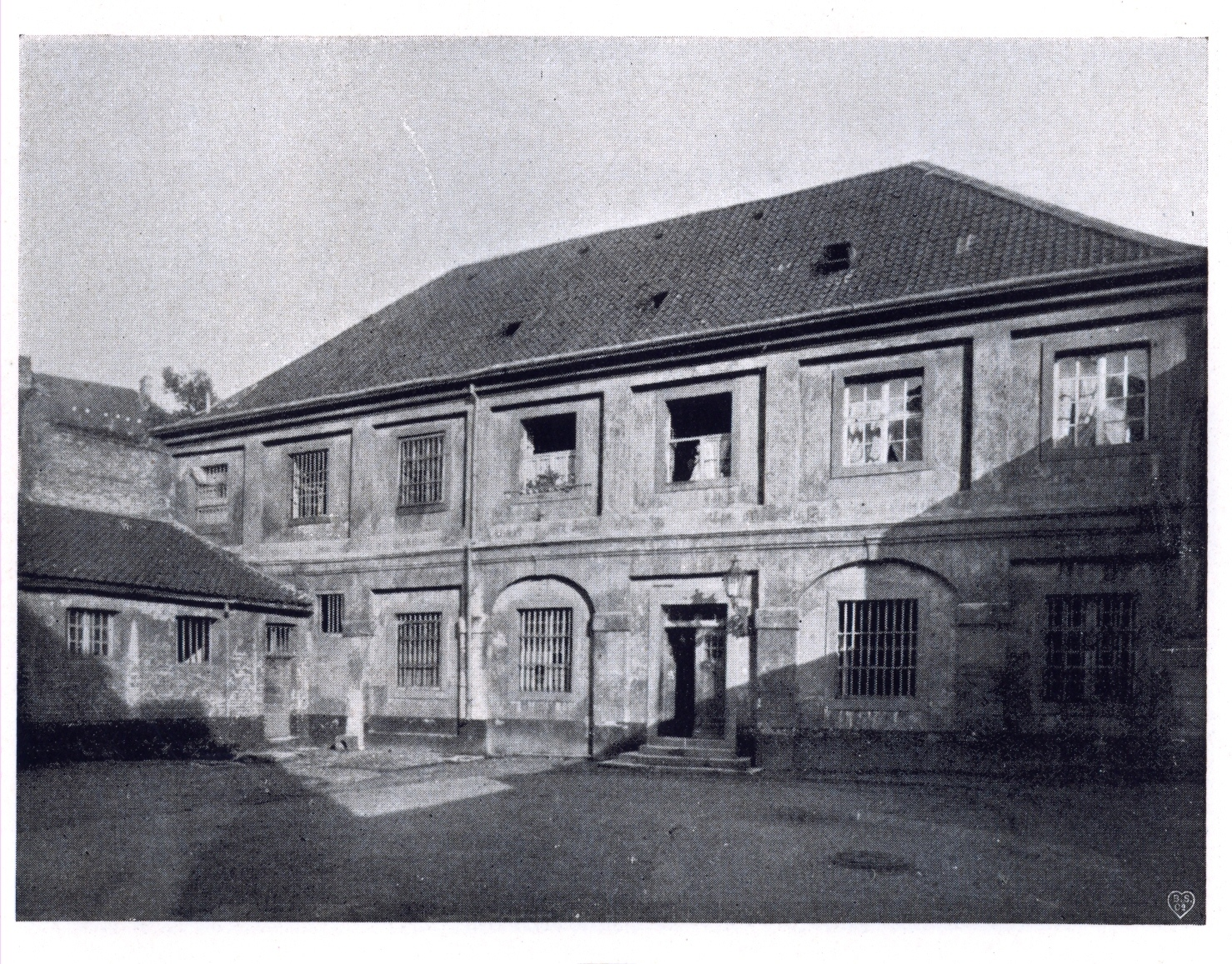
„Königliche Arrest- und Corrections-Anstalt“ in Düsseldorf, im Düsseldorfer Platt allgemein „et Kaschott“ genannt, von Gerst ironisch auch als „Strafhotel“ bezeichnet, auf einer historischen Aufnahme

Gerst wurde als sechstes von 14 Kindern der Eheleute Wilhelm und Auriga Adelheid Gerst, geborene Meurers, in eine alteingessene Düsseldorfer Familie von Fuhr- und Gastleuten geboren. Am 19. November 1805 wurde er in der Pfarrkirche St. Lambertus getauft. In der Altstadt wuchs er im Haus „Zu den drei Schollen“ (Hunsrückenstraße 36) auf. Berichtet wird, dass Gerst zunächst eine Schreinerlehre machte und als Geselle arbeitete. Nach dem Besuch des Gymnasiums begann er vergleichsweise spät – erst im Alter von 27 Jahren – am 29. April 1833 an der Rheinischen Friedrich-Wilhelms Universität Bonn ein Studium der katholischen Theologie, das er im Wintersemester 1835/1836 abschloss. Anschließend besuchte er das Priesterseminar Köln, wo er wie folgt beurteilt wurde: „mittelmässiges Subject, gutmütig aber nicht ganz selbstständig, gefällig, die äussere Bildung ist nicht besonders, gesund und stark, predigt mittelmäßig“. Am 25. September 1837 erhielt er die Priesterweihe. Am 12. Dezember 1837 wurde ihm die Vikarstelle der Pfarrei zu Lützenkirchen zugeteilt, auf Vorschlag des dortigen Pfarrers. Am 24. Oktober 1841 ernannte ihn das preußische Innenministerium zum katholischen Gefängnisseelsorger der „Königlichen Arrest- und Corrections-Anstalt“ zu Düsseldorf, eine schwierige und vergleichsweise schlecht dotierte Stelle, auf die er sich beworben hatte und die er zunächst ohne kirchliche Sendung und Erlaubnis antrat. Dort engagierte er sich für die Resozialisierung von Strafgefangenen, ein Ziel, das er zusammen mit Theodor Fliedner und drei Staatsanwälten auch in der 1826 gegründeten Rheinisch-Westfälischen Gefängnisgesellschaft verfolgte.
Unter anderem bemühte sich Gerst um Wohn- und Arbeitsgelegenheiten für entlassene Häftlinge. Ein bekannter Häftling, um den sich Gerst kümmerte, war der mehrfach verurteilte Wilderer Johann Muckel. Nach einer eigenen Tätigkeitsbeschreibung aus dem Jahr 1858 las er sonntags die Heilige Messe. Zweimal in der Woche hielt er Morgenandachten ab. Einzelsprechstunden, zu der wöchentlich 25 bis 35 Inhaftierte in Begleitung eines Wärters kamen, gab er in der Arztstube oder im Unterrichtsraum. Den Jugendlichen erteilte er Religionsunterricht. Jeden neuen Häftling ließ er sich vorstellen.
Zwecks Gleichstellung mit seinem evangelischen Kollegen Fliedner beantragte Gerst 1842 eine Erhöhung des Jahresgehalts um 100 Taler, die der Staat unter Verletzung des Paritätsgrundsatzes ebenso ablehnte wie einen 1846 gestellten Antrag auf Versetzung, um Militärpfarrer zu werden.
Am 25. September 1862 beging Gerst sein 25. Priesterjubiläum. Dieses Ereignis fand öffentliche Beachtung, der Rechtsanwalt Anton Bloem hielt die Festansprache. Weil Gerst durch Schwerhörigkeit bei der Gefängnisseelsorge beeinträchtigt war, wurde ihm im Oktober 1865 Conrad Prell als Stellvertreter zugeordnet. Dieser wurde auch sein Nachfolger, als der Staat Gerst 1865 gegen seinen Willen in den Ruhestand versetzte. Gerst verstarb – erkrankt an „Wassersucht“ – im Alter von 61 Jahren im Kloster der barmherzigen Schwestern und wurde am 16. September 1867 unter großer öffentlicher Anteilnahme auf dem Golzheimer Friedhof bestattet.
Friedrich Gerst war außerordentliches Mitglied des Künstlervereins Malkasten.

## Rezeption und Würdigungen

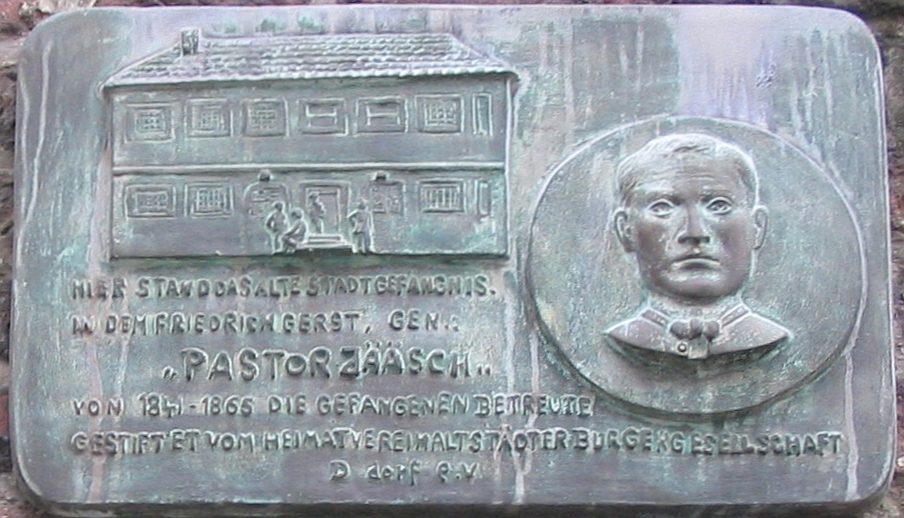
Plakette zur Erinnerung an „Pastor Jääsch“ am historischen Portal vor dem Filmmuseum Düsseldorf, Schulstraße, Düsseldorf-Carlstadt

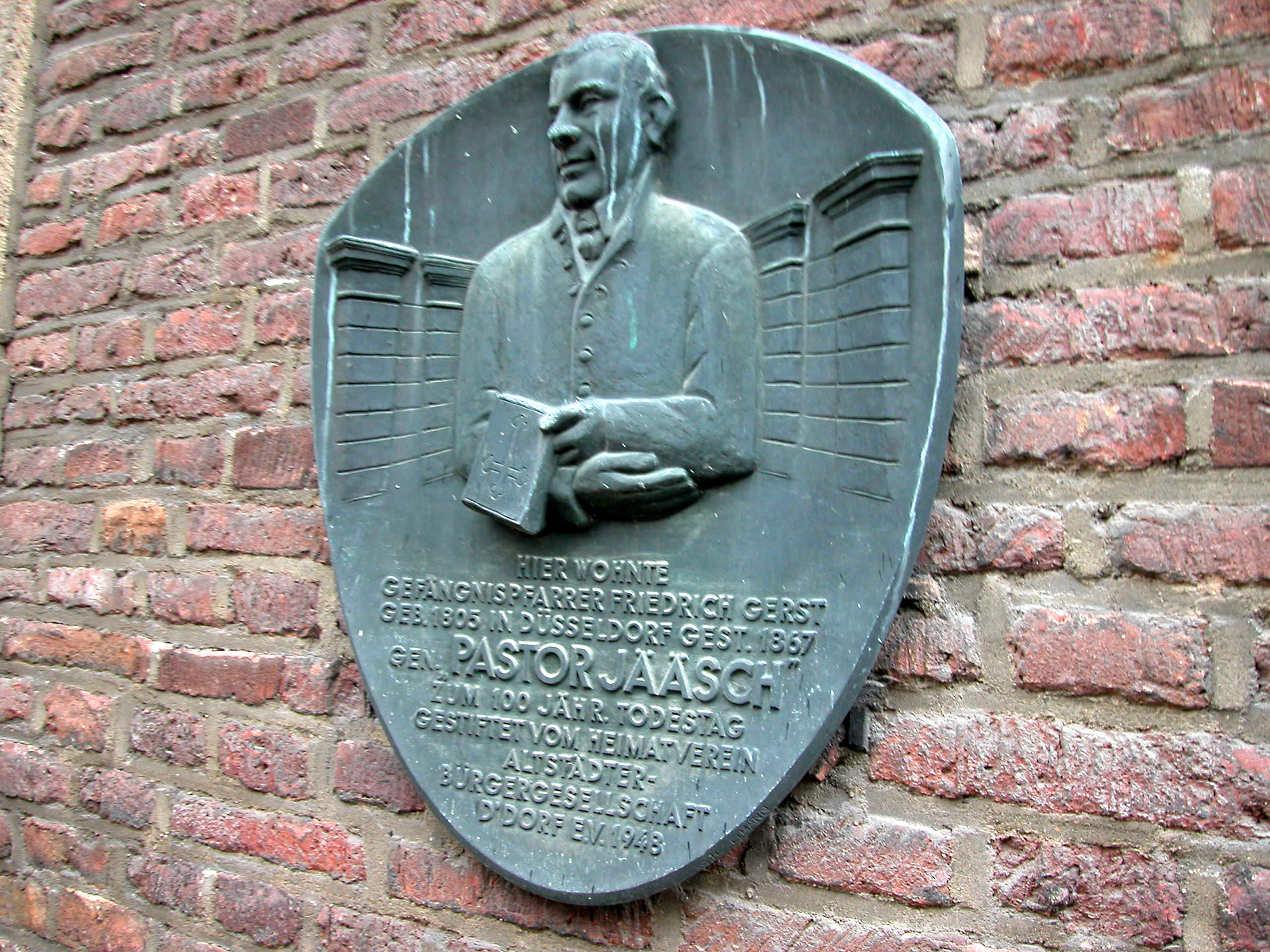
Gedenkplakette für „Pastor Jäsch“ am Maxhaus, Schulstraße, Düsseldorf-Carlstadt

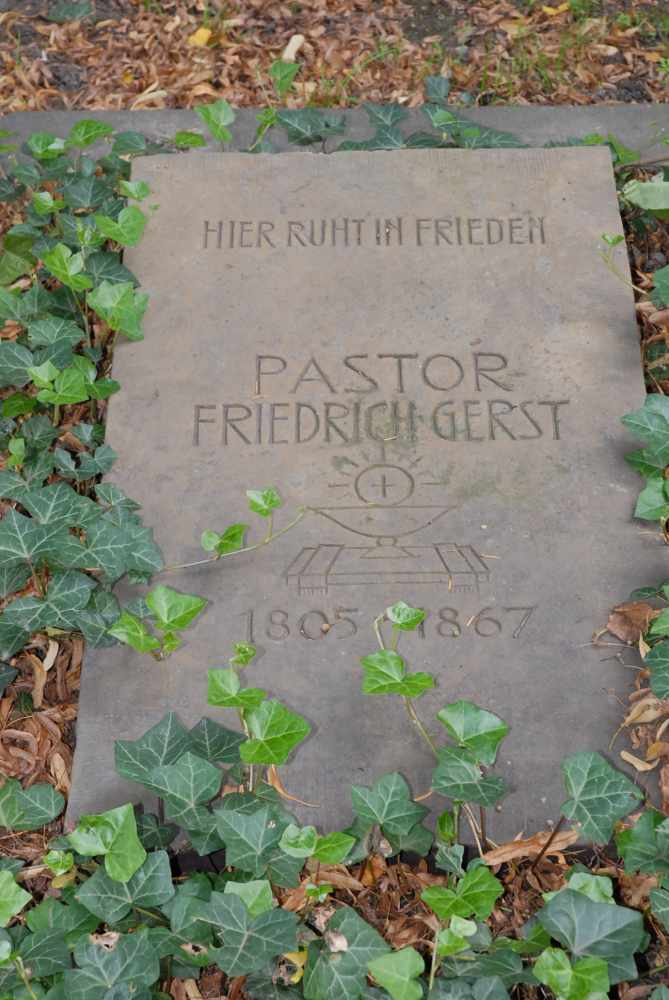
Grabplatte auf dem Golzheimer Friedhof, südlicher Teil

Die Humoresken, die der Handschuhmacher und Schriftsteller Theodor Groll (* 1831), ein früherer Messdiener Gersts, im Jahr 1885 unter dem Titel Geerschtiaden veröffentlichte, trugen wesentlich dazu bei, dass Gersts in frecher Düsseldorfer Mundart vorgetragener Witz und seine originellen Bibelinterpretationen bis heute überliefert sind. Groll schilderte Gerst darin als einen trinkfesten Menschen, der seine Sprüche gerne in geselliger Runde, etwa in Wirtshäusern und auf Gesellschaften des Künstlervereins Malkasten, zum Besten gab. Viele seiner ironischen Bemerkungen richtete er gegen die Reichen und Mächtigen und zeigen Empathie für Arme und Sünder. Die Erinnerung an „Pastor Jääsch“ wurde durch zahlreiche Veröffentlichungen, Stücke und Gegenstände aufrechterhalten, in Büchern, Aufsätzen und Zeitungsartikeln, auf Bierdeckeln, Postkarten, Karnevalsorden, Plaketten und Gedenkschildern. Der Schriftsteller Erich Meyer-Düwerth verfasste 1932 das Volksstück Pastor Geesch, das 1936 unter dem Generalintendanten Walter Bruno Iltz mit Adolf Dell in der Hauptrolle des Pastors im Schauspielhaus Düsseldorf uraufgeführt wurde. Der Heimatverein Altstädter Bürger-Gesellschaft Düsseldorf 1948 stiftete eine Gedenkplakette, die am Maxhaus, lange Zeit Wohnsitz von Gerst, angebracht wurde. Die Alde Düsseldorfer Bürgergesellschaft von 1920 verleiht die Pastor-Jääsch-Plakette an Menschen, die sich um Benachteiligte kümmern.
Eine Tischgemeinschaft des Heimatvereins Düsseldorfer Jonges, die den Namen Pastor Jääsch trägt, gründete ein Archiv mit Ausstellungsstücken über Leben und Wirken des Gefängnispfarrers in einem Raum der Kaiserswerther Diakonie. Nachdem die Theodor-Fliedner-Kulturstiftung für die Räumlichkeiten der Diakonie Eigenbedarf angemeldet hatte, fand der Archivleiter Dieter Ziob zu Anfang 2019 im St. Anna-Stift an der Eiskellerstraße einen neuen Standort.
Die Stadt Düsseldorf ehrte Gerst durch Benennung des Pastor-Jääsch-Weges am Alten Hafen. Ein Porträt Gersts, das der Maler Hermann Post (1879–1970) um 1930 in Öl auf Leinwand nach einem Bildnis des Porträtmalers Carl Clasen anfertigte, befindet sich in der Sammlung des Stadtmuseums Landeshauptstadt Düsseldorf.